# New Edition
New Edition ist eine US-amerikanische R&B-Band aus Boston, die im Jahre 1978 gegründet wurde. Die ursprünglichen Mitglieder waren Bobby Brown, Ralph Tresvant, Ricky Bell und Michael Bivins. Entdeckt wurden sie von Maurice Starr, einem aus Florida stammenden Musikproduzenten, der mit seinem Bruder Michael in den frühen 1970er Jahren nach Boston umsiedelte.

## Karriere
Die Band gewann 1980 erstmals einen Talentwettbewerb, danach stieß als letztes der dreizehnjährige Ronnie DeVoe dazu. Mit ihrer ersten Single Candy Girl hatten sie 1983 ihren ersten internationalen Hit (UK Platz 1). Das erste Album mit gleichem Namen erreichte Platz 22 in den US-R&B-Charts und enthielt Hits wie Candy Girl, Popcorn Love (Platz 8 der US-R&B-Charts) oder Is This The End (Platz 25 der US-R&B-Charts). Musikalisch beeinflusst wurde der Sound von New Edition ursprünglich durch die Jackson Five. 1984 beendeten die fünf ihre Zusammenarbeit mit Maurice Starr und unterschrieben 1984 einen neuen Plattenvertrag mit MCA Records. Das zweite Album New Edition erschien bald darauf, erreichte Doppelplatin in den USA, Platz eins in den US-R&B- und Platz sechs in den US-Album-Charts.
Bekanntestes Mitglied der Band ist Bobby Brown, der 1986 auf Druck der Plattenfirma die Gruppe verlassen musste, 1987 eine erfolgreiche Solokarriere startete und im Juli 1992 Whitney Houston heiratete.
Nach dem Ausscheiden Browns entschied man sich, den Platz neu zu besetzen, und heuerte dafür den einzigen nicht aus Boston stammenden Johnny Gill an. Für das nun anstehende Album Heart Break wurden die Produzenten Jimmy Jam und Terry Lewis engagiert, woraufhin sich der Sound der Gruppe vom einfachen Teenie-Pop der 1980er Jahre in Richtung erwachsen klingender Soulmusik entwickelte. Die Veröffentlichung 1988 führte zu vier Millionen verkaufter Alben (Platz 3 in den US-R&B-Charts, Doppelplatin) und damit zum nächsten großen Plattenerfolg der Gruppe: If It Isn’t Love (Platz 2 der US-R&B-Charts, Platz 7 der US-Single-Charts), You’re Not My Kind Of Girl (Platz 3 der US-R&B-Charts), Crucial (Platz 4 der US-R&B-Charts), N.E. Heart Break (Platz 13 in den US-R&B-Charts) sowie Can You Stand The Rain (Platz 1 der US-R&B-Charts) mit Johnny Gill als Leadstimme zeigten das neugewonnene Erfolgspotential der Band auf. Drei Mitglieder – Ricky Bell, Michael Bivins und Ronnie DeVoe – bildeten Anfang der 1990er Jahre die Band Bell Biv DeVoe, die ebenfalls erfolgreich war. Mitte der 1990er Jahre und ab 2005 wurde New Edition wiederbelebt und ist bis heute aktiv.
Nebenbei förderte Michael Bivins als Manager die R&B-Boygroup Boyz II Men, die er auf seinem eigenen Label Biv 10 Records unter Vertrag nahm.
Brown, Tresvant und Gill sind außerdem unter dem Namen Heads Of State seit Anfang 2011 im Studio, um unter den Produzenten Jimmy Jam und Terry Lewis ein Album zu veröffentlichen.

## Diskografie

### Studioalben
| Jahr | Titel               | Höchstplatzierung, Gesamtwochen, AuszeichnungChartplatzierungen (Jahr, Titel, Platzierungen, Wochen, Auszeichnungen, Anmerkungen) | Höchstplatzierung, Gesamtwochen, AuszeichnungChartplatzierungen (Jahr, Titel, Platzierungen, Wochen, Auszeichnungen, Anmerkungen) | Höchstplatzierung, Gesamtwochen, AuszeichnungChartplatzierungen (Jahr, Titel, Platzierungen, Wochen, Auszeichnungen, Anmerkungen) | Anmerkungen                              |
| Jahr | Titel               | DE | UK | US | Anmerkungen                              |
| ---- | ------------------- | --- | --- | --- | ---------------------------------------- |
| 1983 | Candy Girl          | — | — | US90 (33 Wo.)US | Erstveröffentlichung: 15. März 1983      |
| 1984 | New Edition         | — | — | US6 ×2Doppelplatin · (54 Wo.)US                                                                                                   | Erstveröffentlichung: 6. Juli 1984       |
| 1985 | All for Love        | — | — | US32 Platin · (48 Wo.)US | Erstveröffentlichung: 8. November 1985   |
| 1986 | Under the Blue Moon | — | — | US43 Gold · (23 Wo.)US | Erstveröffentlichung: 10. Oktober 1986   |
| 1988 | Heart Break         | — | — | US12 ×2Doppelplatin · (53 Wo.)US                                                                                                  | Erstveröffentlichung: 20. Juni 1988      |
| 1996 | Home Again          | DE63 (7 Wo.)DE | UK22 (4 Wo.)UK | US1 ×2Doppelplatin · (32 Wo.)US                                                                                                   | Erstveröffentlichung: 10. September 1996 |
| 2004 | One Love            | — | — | US12 (5 Wo.)US | Erstveröffentlichung: 9. November 2004   |

### Kompilationen
| Jahr | Titel                 | Höchstplatzierung, Gesamtwochen, AuszeichnungChartsChartplatzierungen (Jahr, Titel, Platzierungen, Wochen, Auszeichnungen, Anmerkungen) | Anmerkungen                           |
| Jahr | Titel                 | US | Anmerkungen                           |
| ---- | --------------------- | --- | ------------------------------------- |
| 1991 | Greatest Hits, Vol. 1 | US99 (6 Wo.)US | Erstveröffentlichung: 1. Oktober 1991 |
| 2000 | All the Number Ones   | US37 (1 Wo.)US | Erstveröffentlichung: 9. Mai 2000     |

Weitere Kompilationen
- 1985: Christmas All Over the World
- 1996: New Edition Solo Hits
- 1998: Lost in Love: The Best of Slow Jams
- 2004: Hits
- 2004: 20th Century Masters: The Christmas Collection
- 2005: 20th Century Masters: The Best of
- 2005: Gold
- 2011: Icon
- 2013: Ballads

### Singles
| Jahr | Titel Album                                         | Höchstplatzierung, Gesamtwochen, AuszeichnungChartplatzierungen (Jahr, Titel, Album, Platzierungen, Wochen, Auszeichnungen, Anmerkungen) | Höchstplatzierung, Gesamtwochen, AuszeichnungChartplatzierungen (Jahr, Titel, Album, Platzierungen, Wochen, Auszeichnungen, Anmerkungen) | Höchstplatzierung, Gesamtwochen, AuszeichnungChartplatzierungen (Jahr, Titel, Album, Platzierungen, Wochen, Auszeichnungen, Anmerkungen) | Anmerkungen                             |
| Jahr | Titel Album                                         | DE | UK | US | Anmerkungen                             |
| ---- | --------------------------------------------------- | --- | --- | --- | --------------------------------------- |
| 1983 | Candy Girl                                          | DE22 (11 Wo.)DE | UK1 Silber · (13 Wo.)UK | US46 (11 Wo.)US | Erstveröffentlichung: 24. Februar 1983  |
| 1983 | Popcorn Love Candy Girl                             | — | UK43 (5 Wo.)UK | — | Erstveröffentlichung: August 1983       |
| 1983 | Is This The End Candy Girl                          | — | UK83 (1 Wo.)UK | US85 (4 Wo.)US | Erstveröffentlichung: Oktober 1983      |
| 1984 | Cool It Now New Edition                             | — | — | US4 Gold · (25 Wo.)US | Erstveröffentlichung: 30. Juni 1984     |
| 1984 | Mr. Telephone Man New Edition                       | — | UK19 (9 Wo.)UK | US12 Gold · (16 Wo.)US | Erstveröffentlichung: 28. November 1984 |
| 1985 | Lost in Love New Edition                            | — | — | US35 (14 Wo.)US | Erstveröffentlichung: Februar 1985      |
| 1985 | Count Me Out All for Love                           | — | — | US51 (15 Wo.)US | Erstveröffentlichung: 14. Oktober 1985  |
| 1986 | A Little Bit of Love (Is All It Takes) All for Love | — | — | US38 (15 Wo.)US | Erstveröffentlichung: Februar 1986      |
| 1986 | With You All the Way All for Love                   | — | — | US51 (11 Wo.)US | Erstveröffentlichung: Juni 1986         |
| 1986 | Earth Angel Under the Blue Moon                     | — | — | US21 (14 Wo.)US | Erstveröffentlichung: August 1986       |
| 1988 | If It Isn't Love Heart Break                        | — | UK94 (1 Wo.)UK | US7 Platin · (21 Wo.)US | Erstveröffentlichung: Juni 1988         |
| 1988 | You're Not My Kind of Girl Heart Break              | — | — | US95 (4 Wo.)US | Erstveröffentlichung: Oktober 1988      |
| 1989 | Can You Stand the Rain Heart Break                  | — | — | US44 ×2Doppelplatin · (13 Wo.)US | Erstveröffentlichung: Januar 1989       |
| 1989 | Crucial Heart Break                                 | — | UK70 (3 Wo.)UK | — | Erstveröffentlichung: 11. Februar 1989  |
| 1996 | Hit Me Off Home Again                               | DE54 (7 Wo.)DE | UK20 (4 Wo.)UK | US3 Gold · (20 Wo.)US | Erstveröffentlichung: 2. Juli 1995      |
| 1996 | I’m Still in Love with You Home Again               | — | — | US7 Gold · (20 Wo.)US | Erstveröffentlichung: 22. Oktober 1996  |
| 1997 | Something About You Home Again                      | — | UK16 (4 Wo.)UK | — | Erstveröffentlichung: 7. April 1997     |
| 1997 | One More Day Home Again                             | — | — | US61 (10 Wo.)US | Erstveröffentlichung: 20. Mai 1997      |
| 2004 | Hot 2Nite One Love                                  | — | — | US87 (12 Wo.)US | Erstveröffentlichung: 14. August 2004   |

### Videoalben
- 1990: Past and Present (US: Gold)